# Mary Jo Randle
Pour les articles homonymes, voir Randle.
Mary Jo Randle, née le 28 avril 1954 à Littleborough dans le Grand Manchester en Angleterre, est une actrice de cinéma et de séries télévisées britannique.

## Filmographie
- 1982 : Shine on Harvey Moon (série télévisée) : Pauline Brown
- 1982 : Play for Today (série télévisée) : Pilar
- 1983 : Shades of Darkness (série télévisée) : la fille
- 1985-1986 : Victoria Wood: As Seen on TV (série télévisée) : l'amie de Kelly-Marie / Sarah Wells (3 épisodes)
- 1986 : London's Burning (téléfilm) : Marion
- 1989 : Act of Will (mini-série) : Sœur Rogers
- 1990 : Inspector Morse (série télévisée) : D.S. Maitland
- 1991 : EastEnders (série télévisée) : Virginia
- 1991 : Screen One (série télévisée) : Jill
- 1992 : A Time to Dance (mini-série) : Mrs. Atkinson
- 1992 : Van der Valk (série télévisée) : Ella
- 1992 : Screen Two (série télévisée) : la productrice télé
- 1992 : The Ruth Rendell Mysteries (série télévisée) : Mrs. Thompson
- 1992 : Between the Lines (série télévisée) : Kate Norton
- 1993 : Bad Behaviour : Winifred Turner
- 1993 : Olly's Prison (téléfilm) : Vera
- 1991-1995 : The Bill (série télévisée) : Jo Morgan (78 épisodes)
- 1996 : The Bill: Target : Jo Morgan
- 1997 : Born to Run (série télévisée) : Teresa
- 1997-1999 : The Lakes (série télévisée) : Bernie Quinlan (14 épisodes)
- 2002-2003 : Cutting It (série télévisée) : Laverne Butt (2 épisodes)
- 2003 : Cambridge Spies (mini-série) : Marge
- 1999-2003 : Holby City (série télévisée) : Ruby Kimber / Marie Davies (2 épisodes)
- 2003 : Gifted (téléfilm) : Mrs. Gilliam
- 2003 : Between the Sheets (mini-série) : Christine Ellis (6 épisodes)
- 2004 : Midsomer Murders (série télévisée) : Janet Pennyman
- 2005 : The Baby War (téléfilm) : Sheila
- 2005 : The Royal (série télévisée) : Fay Wallace
- 2005 : Pierrepoint : Mrs. Corbitt
- 2006 : Dalziel and Pascoe (série télévisée) : Moira Henshaw (2 épisodes)
- 2007 : Control : la mère de Debbie
- 2007 : Natasha : Carol
- 2007 : The Street (série télévisée) : la mère de Jean
- 2008 : Affinités (Affinity) : Mrs. Jelf
- 1999-2008 : Heartbeat (série télévisée) : Thelma Gray / Shirley Colbourne (2 épisodes)
- 2008 : Wire in the Blood (série télévisée) : Janet Williams (2 épisodes)
- 2009 : Red Riding: The Year of Our Lord 1974 (téléfilm) : la mère d'Eddie
- 2009 : Inspector George Gently (série télévisée) : Mrs Chadwick
- 2009 : Blue Murder (série télévisée) : Carol Aspen
- 2009 : Small Island (téléfilm) : la mère de Queenie
- 2010 : Another Year : Mourner
- 2010 : Inspecteur Lewis (série télévisée) : Mrs Renfield
- 2010 : SoulBoy : Rose McCain
- 1992-2011 : Casualty (série télévisée) : Kathy Clements / Helen Redford / Marie Davies / Georgia Ling (4 épisodes)
- 2011 : Waking the Dead (série télévisée) : Trish Somers (2 épisodes)
- 2012 : Paper Mountains (court métrage) : Mary
- 2013 : WPC 56 (série télévisée) : Grace Fuller
- 2013 : The Syndicate (série télévisée) : Dawn (2 épisodes)
- 2013 : Da Vinci's Demons (série télévisée) : Mad Ottavia
- 2015 : Wolf Hall (mini-série) : Mercy Pryor (3 épisodes)
- 2003-2017 : Doctors (série télévisée) : Tina Graley / Pam Durrant / Mary Kolne / Frances Raynor (4 épisodes)